# Нкуву-а-Нтіну
Нкуву-а-Нтіну (кон. Nkuwu a Ntinu; пом. 1470) — четвертий маніконго центральноафриканського королівства Конго.
Був сином засновника держави, Лукені Луа Німі. Став останнім дохристиянським королем Конго, оскільки португальці, які прибули до країни 1483 року, вже за правління наступника Нкуву-а-Нтіну, Жуана I, принесли з собою християнство.